# 阿志都彌神社
阿志都彌神社（あしづみじんじゃ）は、滋賀県高島市安曇川町に鎮座する神社である。式内社の論社である。

## 祭神
- 島津彦命

## 歴史
創祀年代不詳である。神社記録によると、明応2年（1493年）に船木城主佐々木能登守により社頭が整備されたという。寛文2年（1662年）に本殿と拜殿が再建された。明治9年（1876年）に村社に列した。

## 祭事
例祭 5月1日

## 境内社
- 太田神社
- 八幡神社
- 稲荷神社